# Ханеман фон Даун-Оберщайн
Ханеман фон Даун-Оберщайн (на немски: Hannemann von Daun-Oberstein; * ок. 1479, Кирххаймболанден; † 1530) от фамилията Даун, е господар на Оберщайн, Риксинген (в Лотарингия) и Форбах.

## Произход
Той е син на Емих III фон Даун-Оберщайн-Фалкенщайн († сл. 1515) и съпругата му графиня Елизабет фон Лайнинген († сл. 1477), наследничка на половин Форбах и Риксинген, дъщеря на граф Ханеман фон Лайнинген-Риксинген († 1506/1507) и Аделхайд фон Зирк († сл. 1508).

## Фамилия
Ханеман фон Даун-Оберщайн се жени 1507 г. за графиня Кунигунда фон Цвайбрюкен-Бич-Оксенщайн († сл. 1515), внучка на граф Хайнрих I фон Цвайбрюкен-Бич-Оксенщайн († 1453), дъщеря на граф Хайнрих II фон Цвайбрюкен-Бич-Оксенщайн († 1499/1500) и Барбара фон Тенген-Неленбург († 1489). Те имат една дъщеря:
- Барбара фон Даун-Оберщайн-Риксинген († 14 февруари 1547), омъжена I. 1526 г. за граф Симон VIII Векер (* 28 август 1505; † 28 октомври 1540), господар на Лихтенберг; II. на 31 декември 1542 г. за граф Йохан Якоб I фон Еберщайн (* 20 януари 1517; † 8 юни 1574), господар на Риксинген-Оберщайн